# Mondsamengewächse
Die Mondsamengewächse (Menispermaceae) sind eine Familie in der Ordnung der Hahnenfußartigen (Ranunculales) innerhalb der Bedecktsamigen Pflanzen (Magnoliopsida). Der botanische Name leitet sich aus dem Griechischen ab: mene für Mond und sperma für Same. Die Familie hat eine pantropische Verbreitung, wobei die meisten Arten im Tiefland vorkommen. Viele Arten enthalten eine Vielzahl von Alkaloiden und einige Arten werden in der traditionellen Chinesischen Medizin oder wurden in der Volksmedizin verwendet.

## Beschreibung

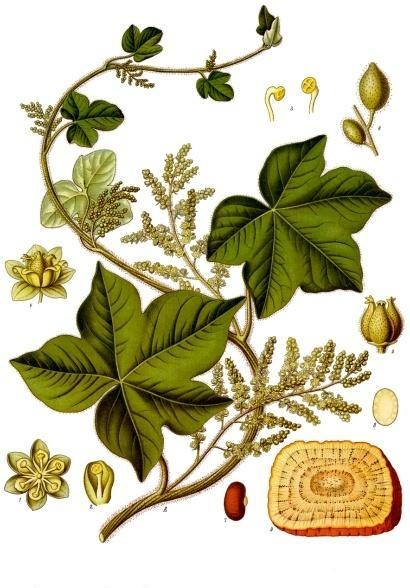
Jateorhiza palmata,
Illustration aus Koehler 1887

Es sind laubabwerfende, kletternde Sträucher oder Lianen, selten sind es aufrechte Sträucher oder kleine Bäume, daneben gibt es auch wenige krautige Pflanzen. Die wechselständig oder wirtelig angeordneten Laubblätter sind meist einfach. Nebenblätter fehlen.
Sie sind meist zweihäusig getrenntgeschlechtig (diözisch). Die kleinen, meist eingeschlechtigen, radiärsymmetrischen Blüten sind oft dreizählig. Die Zahl der freien oder verwachsenen Kelchblätter in mehreren Kreisen ist je nach Gattung ganz unterschiedlich; meist 3–12 oder mehr, selten nur 1. Es sind meist 1–6 Kronblätter vorhanden oder sie fehlen. In den männlichen Blüten sind meist 3–6, selten 2, fertile Staubblätter vorhanden; ihre Staubfäden können frei oder verwachsen sein; manchmal enthalten sie auch einen rudimentären Fruchtknoten. In den weiblichen Blüten sind meist 3 oder 6, selten 1 oder viele freie Fruchtblätter vorhanden; manchmal enthalten sie Staminodien.
Es werden einsamige Steinfrüchte gebildet. Die Samen sind oft sichel- bis hufeisenförmig, einem Halbmond ähnlich (Name).

## Systematik und Verbreitung
Die Erstveröffentlichung der Familie erfolgte 1789 als „Menisperma“ durch Antoine Laurent de Jussieu in Genera Plantarum, Seiten 284–285. Typusgattung ist Menispermum L. Der botanische Gattungsname Menispermum leitet sich aus dem Griechischen ab: mene für Mond und sperma für Same.
Sie gedeihen hauptsächlich in tropischen und subtropischen Gebieten, nur wenige Arten in Gemäßigten Gebieten. 19 Gattungen und 77 Arten kommen in China vor.
Unter den 65 bis 78 Gattungen gibt es viele kleine, mit insgesamt 350 bis 420 Arten:

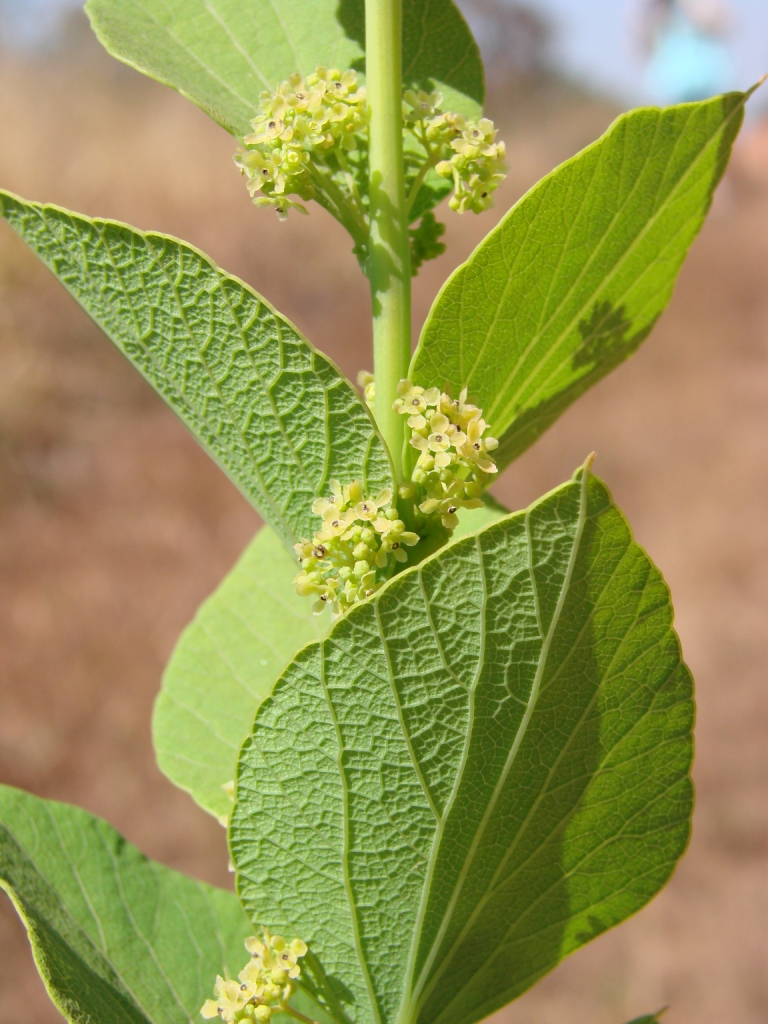
Cissampelos ovalifolia

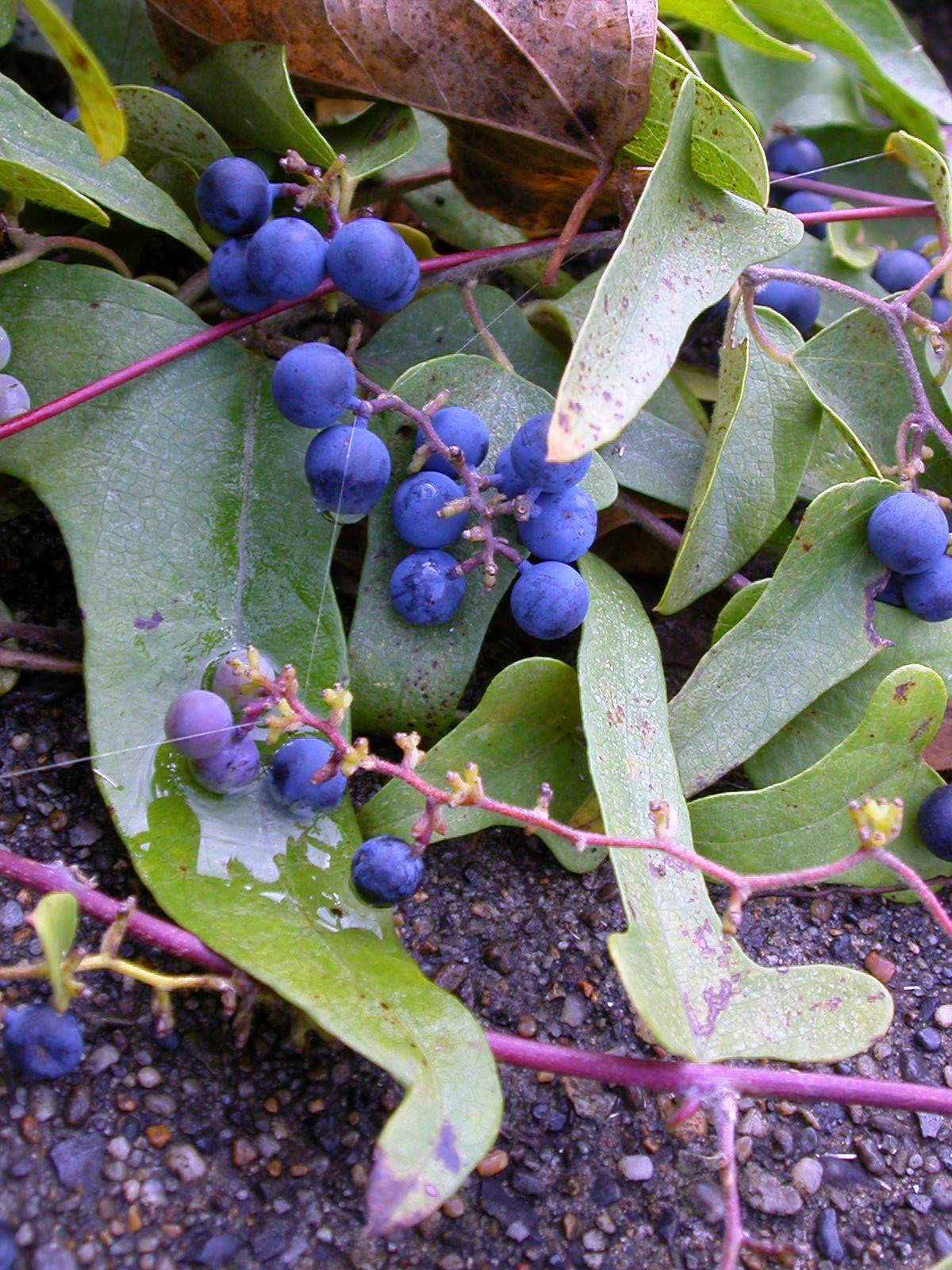
Früchte vom Asiatischen Kokkelstrauch (Cocculus orbiculatus)

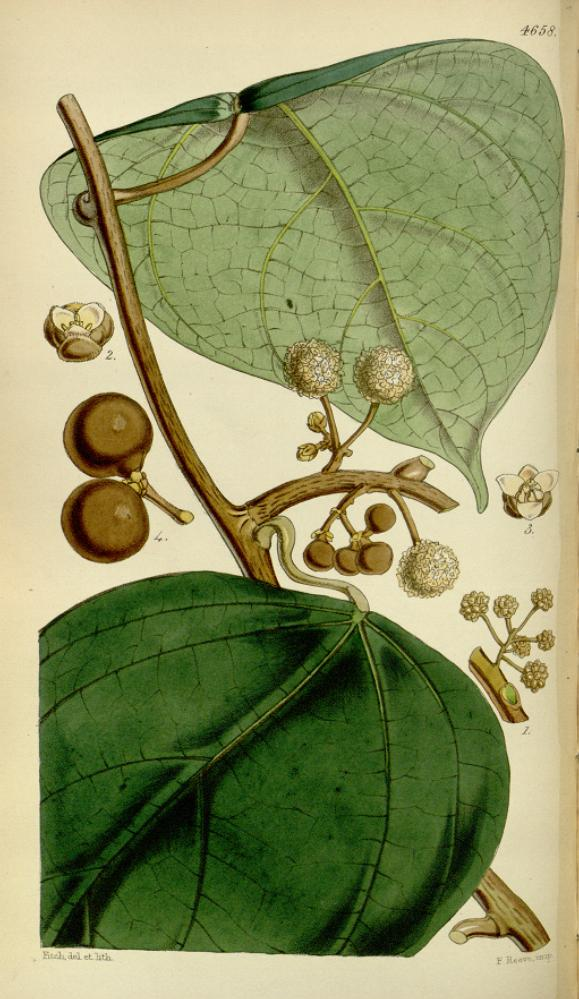
Illustration von Coscinium fenestratum

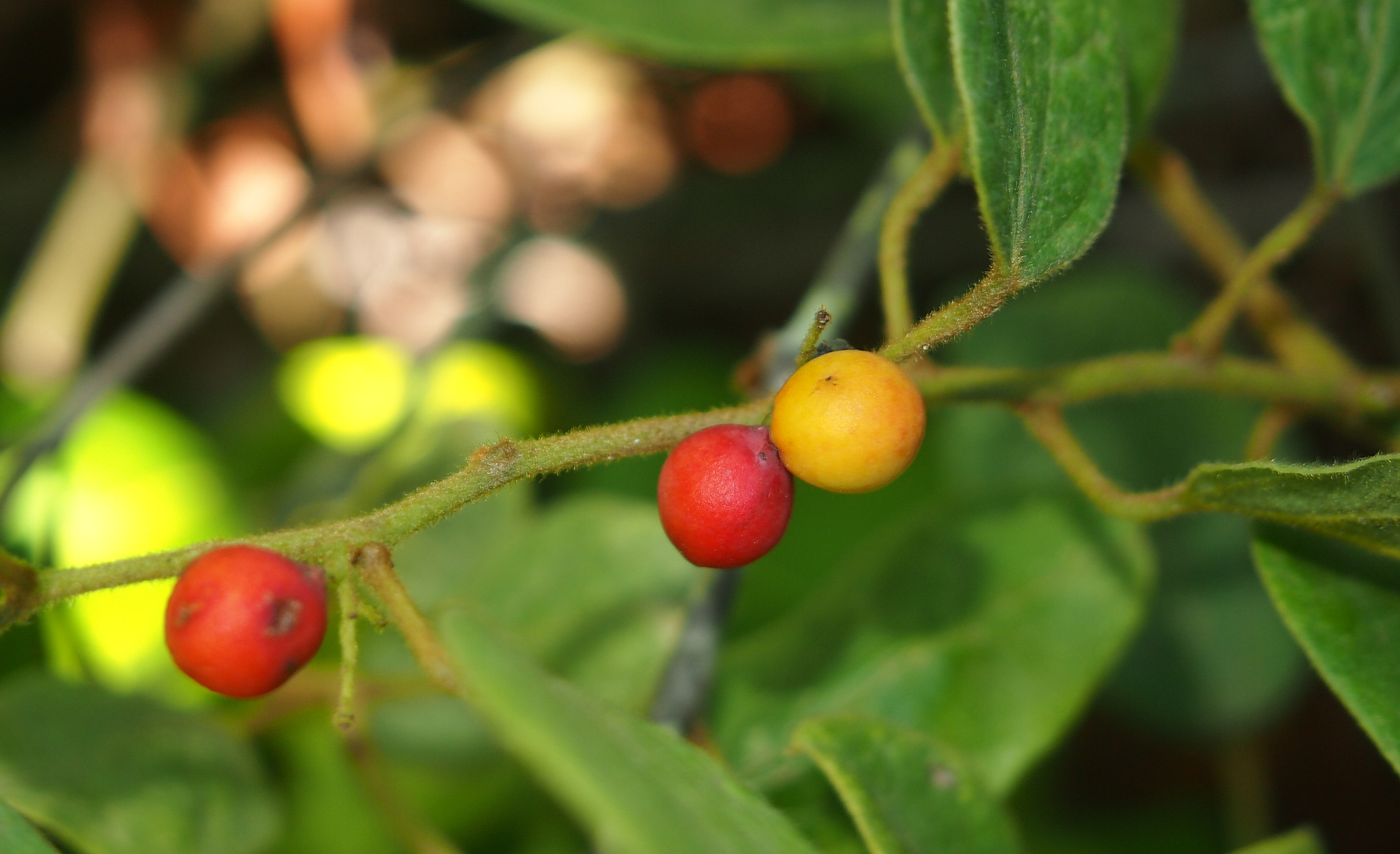
Hypserpa decumbens mit Früchten

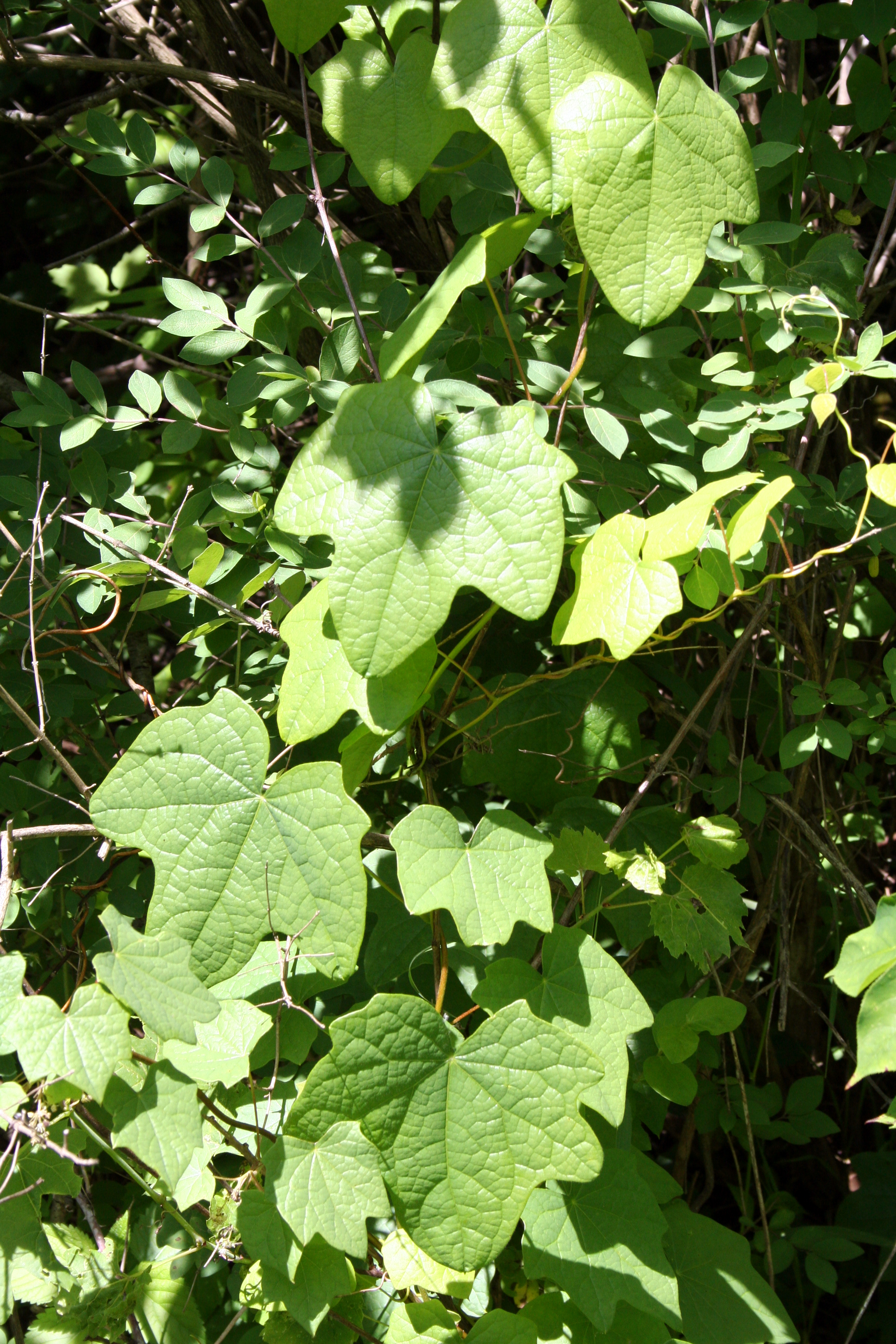
Amerikanischer Mondsame (Menispermum canadense)

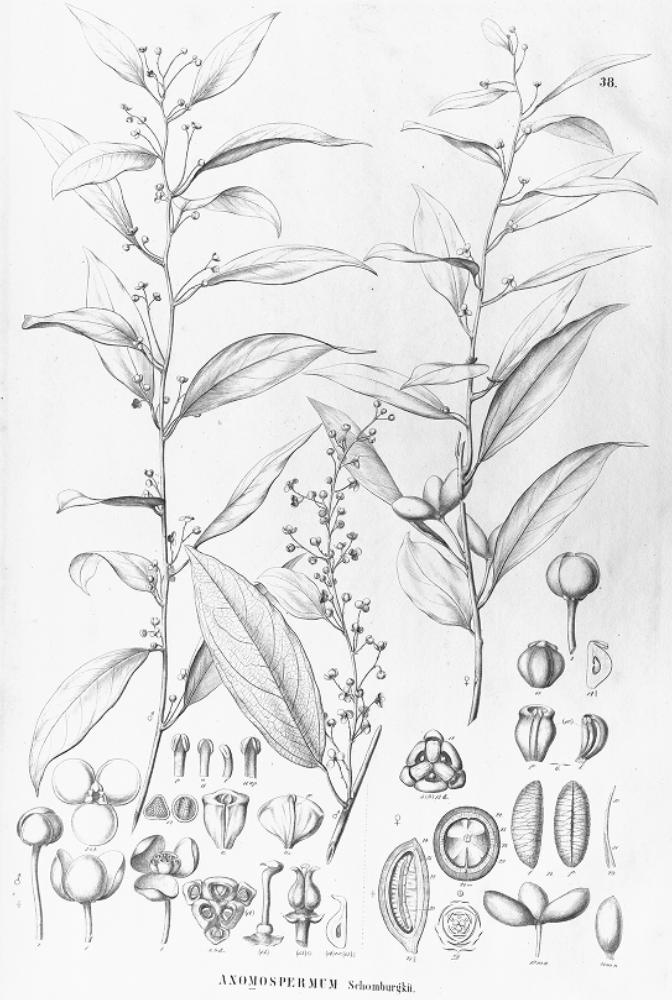
Illustration von Orthomene schomburgkii

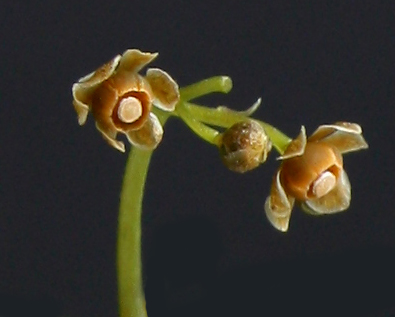
Blüten von Stephania delavayi

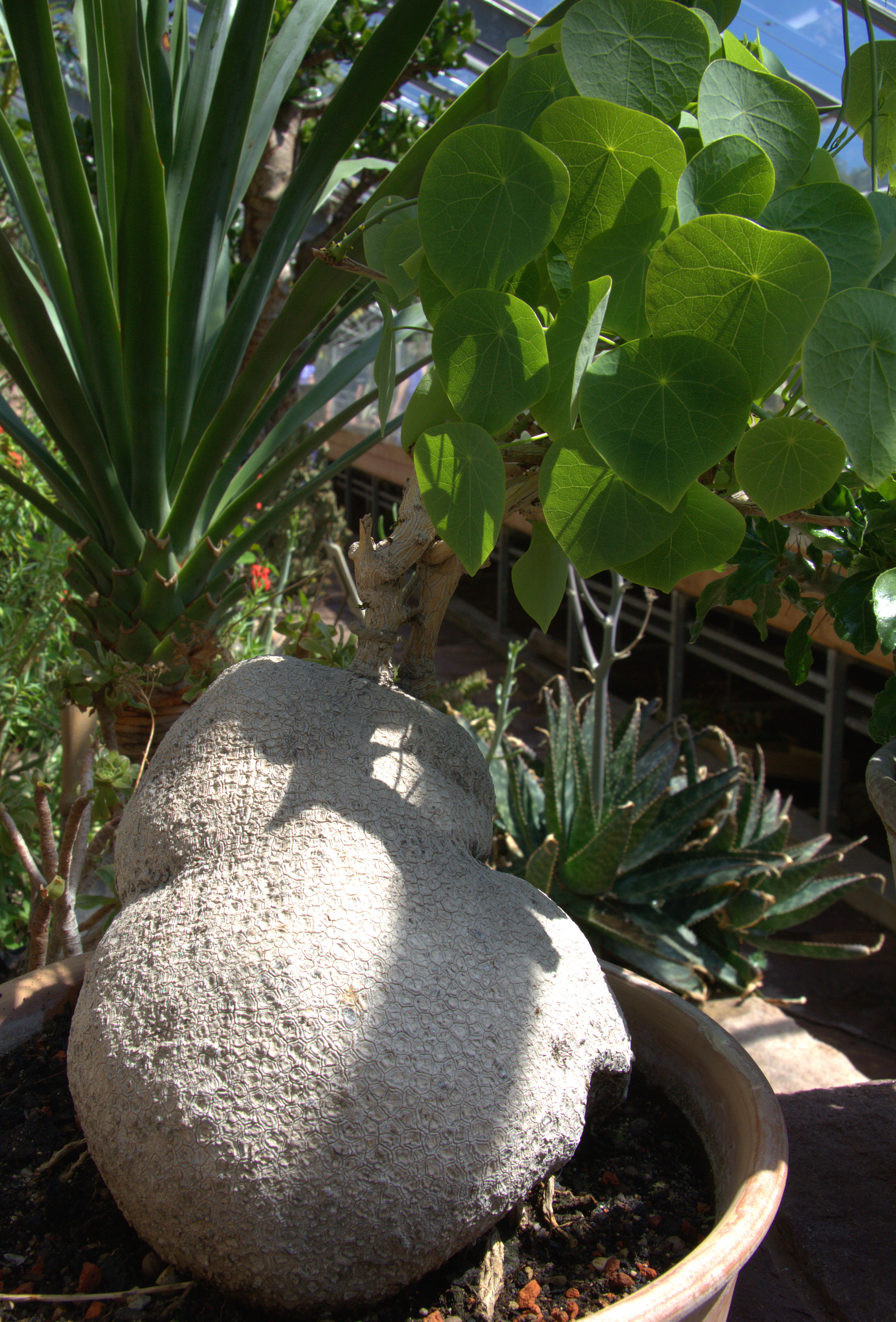
Knollen und Blätter von Stephania suberosa

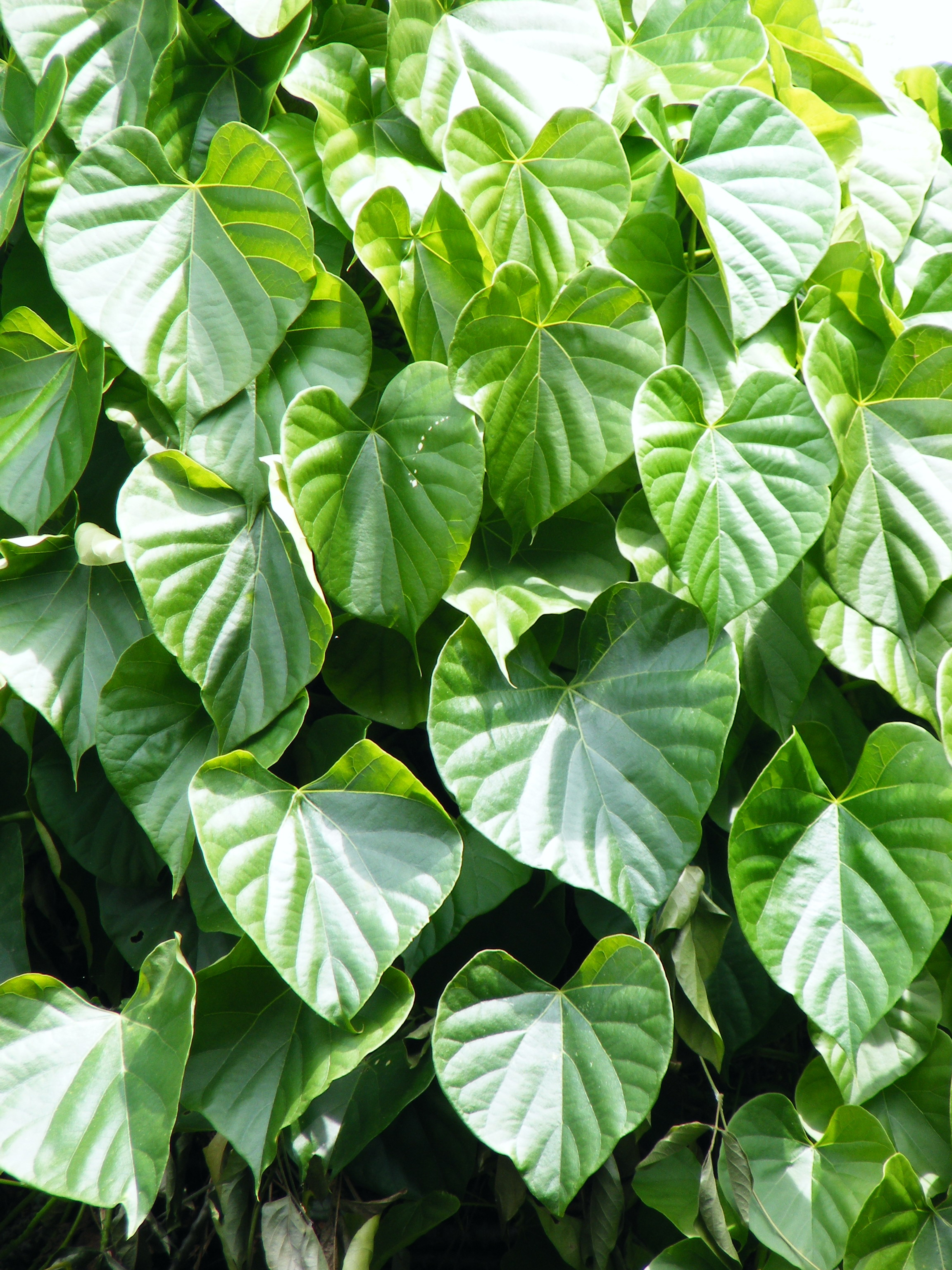
Guduchi (Tinospora cordifolia)

- Abuta Aubl.: Die etwa 34 Arten sind im tropischen Südamerika verbreitet.
- Albertisia Becc.: Von den etwa 17 Arten kommen zwölf in Afrika und fünf in Südostasien vor.
- Anamirta Colebr.: Es gibt nur eine Art:
  - Scheinmyrte[4] (Anamirta cocculus (L.) Wight & Arn.), in Indomalesien
- Anisocycla Baill.: Die fünf bis sieben Arten sind im tropischen Afrika und in Madagaskar verbreitet.
- Anomospermum Miers: Die etwa acht Arten sind in der Neotropis verbreitet.
- Antizoma Miers: Die etwa drei Arten sind im südlichen Afrika verbreitet.
- Arcangelisia Becc.: Die etwa vier Arten sind in Südostasien verbreitet.
- Aspidocarya Hook.f. & Thomson: Es gibt nur eine Art:
  - Aspidocarya uvifera J.D.Hooker & Thomson: Sie ist in China, Indien, Myanmar und Thailand verbreitet.
- Beirnaertia Louis ex Troupin: Es gibt nur eine Art:
  - Beirnaertia cabindensis (Exell & Mendonça) Troupin: Sie ist im tropischen Afrika verbreitet.
- Borismene Barneby: Es gibt nur eine Art:
  - Borismene japurensis (Mart.) Barneby: Sie ist im tropischen Südamerika verbreitet.
- Burasaia Thouars: Mit etwa sechs Arten, davon vier in Madagaskar.[5]
- Calycocarpum (Nutt. ex Torr. & A.Gray) Spach: Es gibt nur eine Art:
  - Calycocarpum lyonii (Pursh) A.Gray: Sie ist in den südlichen USA beheimatet.
- Carronia F.Muell.: Die etwa vier Arten sind von Neuguinea bis Australien (New South Wales) verbreitet.
- Caryomene Barneby & Krukoff: Sie etwa fünf Arten sind in der Neotropis verbreitet.
- Chasmanthera Hochst.: Die nur zwei sukkulenten Arten sind im tropischen Afrika verbreitet.
- Chlaenandra Miq.: Es gibt nur eine Art:
  - Chlaenandra ovata Miq., in Neuguinea
- Chondrodendron Ruiz & Pav., mit etwa sechs Arten in Mittel- und Südamerika, darunter:
  - Grieswurzel, auch Pareira genannt, (Chondrodendron tomentosum Ruiz & Pav.): Heilpflanze, Heimat: Panama, Südamerika. Die Indianer haben aus der Wurzel ein Curare, das Tubocurare, ein Pfeilgift, gewonnen. Die Hauptkomponente ist das Tubocurarin, das auch in der Chirurgie Verwendung findet. (Auch aus anderen Mondsamengewächsen)
- Cionomene Krukoff, die einzige Art Cionomene javariensis Krukoff wird auch als Synonym zu Elephantomene eburnea Barneby & Krukoff gestellt
- Cissampelos L.: Mit etwa 20 bis 25 Arten. Die Verbreitung ist pantropisch, hauptsächlich in Afrika und der Neuen Welt.
- Kokkelstrauch[4] (Cocculus DC.): Mit etwa acht bis elf Arten. Sie kommen in Afrika, Asien, den Pazifischen Inseln, Zentral- und Nordamerika vor. Darunter sind:
  - Carolina-Kokkelstrauch (Cocculus carolinus (L.) DC.), Heimat: USA
  - Himalaja-Kokkelstrauch (Cocculus laurifolius (Roxb.) DC.), Heimat: Himalaja, China, Taiwan, Riukiu-Inseln
  - Asiatischer Kokkelstrauch (Cocculus orbiculatus (L.) DC.), Heimat: Himalaja, China, Japan, Philippinen
- Coscinium Colebr., mit zwei Arten in Indomalesien und Südostasien
- Curarea Barneby & Krukoff, mit fünf Arten im tropischen Südamerika
- Cyclea Arn. ex Wight: Mit etwa 29 Arten in Süd- und Südostasien
- Dialytheca Exell & Mendonça: Es gibt nur eine Art:
  - Dialytheca gossweileri Exell & Mendonça: Sie ist im tropischen Afrika verbreitet.
- Dioscoreophyllum Engl., mit etwa 2–3 Arten im tropischen Afrika, darunter:
  - Dioscoreophyllum cumminsii (Stapf) Diels
- Diploclisia Miers, mit nur zwei Arten im tropischen Asien
- Disciphania Eichler: Die etwa 26 Arten sind in der Neotropis verbreitet.
- Elephantomene Barneby & Krukoff: Es gibt nur eine Art:
  - Elephantomene eburnea Barneby & Krukoff, im nordöstlichen Südamerika
- Eleutharrhena Forman: Es gibt nur eine Art:
  - Eleutharrhena macrocarpa (Diels) Forman: Sie kommt im südwestlichen China und nordöstlichen Indien vor.
- Fibraurea Lour.: Mit zwei bis fünf Arten auf den indischen Nicobar Inseln, im südlichen China und auf den Philippinen.
- Haematocarpus Miers, mit etwa drei Arten vom östlichen Himalaja bis Sulawesi
- Hyperbaena Miers ex Benth., mit etwa 13 Arten in Amerika
- Hypserpa Miers: Mit etwa sechs bis neun Arten von Süd- und Südostasien bis zu den Pazifischen Inseln und Australien
- Jateorhiza Miers, mit etwa zwei Arten im tropischen Afrika, darunter:
  - Kalumba (Jateorhiza palmata (Lam.) Miers): In Ostindien hat man damit Fische betäubt zum Fangen. Andere Namen: Colombo, Handblättriger Kokkel, Handförmiges Mondkorn, Kolombopflanze, Schildblättriger Mondsame; Heimat: Ostafrika, Mosambik, Mauritius
- Kolobopetalum Engl., mit etwa zwei bis neun Arten im tropischen Afrika
- Legnephora Miers, mit höchstens fünf Arten in Neuguinea und in Nordostaustralien
- Leptoterantha Louis ex Troupin: Es gibt nur eine Art:
  - Leptoterantha mayumbensis (Exell) Troupin, im tropischen Afrika
- Limacia Lour., mit wohl nur einer Art in Südostasien:
  - Limacia blumei (Boerl.) Diels
- Limaciopsis Engl.: Es gibt nur eine Art:
  - Limaciopsis loangensis Engl., im tropischen Afrika
- Macrococculus Becc.: Es gibt nur eine Art:
  - Macrococculus pomiferus Becc., in Neuguinea
- Mondsamen[4] (Menispermum L.): Mit etwa zwei Arten im östlichen Asien und Nordamerika:
  - Amerikanischer Mondsame (Menispermum canadense L.), Heimat: Nordamerika, wird als Heilpflanze verwendet
  - Dahurischer Mondsame (Menispermum dauricum DC.), Heimat: Asien
- Odontocarya Miers: Die etwa 30 Arten sind in der Neotropis verbreitet.
- Orthogynium Baill.: Es gibt nur eine Art:
  - Orthogynium gomphioides (DC.) Baill., in Madagaskar
- Orthomene Barneby & Krukoff: Die etwa drei Arten sind in der Neotropis verbreitet.
- Pachygone Miers: Mit zehn bis zwölf Arten in Süd- und Südostasien und Ozeanien
- Parabaena Miers: Mit etwa sechs Arten von Südostasien bis zu den Salomonen
- Penianthus Miers, mit etwa zwei bis vier Arten in West- und Zentralafrika
- Pericampylus Miers: Mit zwei bis drei Arten im tropischen und subtropischen Asien
- Platytinospora (Engl.) Diels, mit nur einer Art im tropischen Westafrika:
  - Platytinospora buchholzii Diels
- Pleogyne Miers: Es gibt nur eine Art:
  - Pleogyne cunninghamii Miers, in Ostaustralien
- Pycnarrhena Miers ex Hook.f. & Thomson: Mit etwa neun Arten in Südostasien und australischen Queensland
- Rhaptonema Miers, mit etwa zwei bis sechs Arten in Madagaskar
- Rhigiocarya Miers, mit etwa ein bis drei Arten im tropischen Westafrika
- Sarcolophium Troupin: Es gibt nur eine Art:
  - Sarcolophium suberosum (Diels) Troupin, im tropischen Afrika
- Sarcopetalum F. Muell.: Es gibt nur eine Art:
  - Sarcopetalum harveyanum F.Muell., im östlichen Australien
- Sciadotenia Miers: Die 10 bis 18 Arten sind in der Neotropis verbreitet.
- Sinomenium Diels: Es gibt nur eine Art:
  - Sinomenium acutum (Thunb.) Rehder & E.H. Wilson: Das Verbreitungsgebiet reicht vom nördlichen Indien, über Nepal, nördlichen Thailand, China bis Japan.
- Sphenocentrum Pierre: Es gibt nur eine Art:
  - Sphenocentrum jollyanum Pierre, im tropischen Westafrika
- Spirospermum Thouars: Mit ein oder zwei Arten in Madagaskar.[6]
- Stephania Lour.: Mit etwa 40–60 Arten, davon 4 sukkulent
- Strychnopsis Baill.: Es gibt nur eine Art:
  - Strychnopsis thouarsii Baill., in Madagaskar
- Synandropus A.C. Sm.: Es gibt nur eine Art:
  - Synandropus membranaceus A.C. Sm., in Nordostbrasilien
- Synclisia Benth., mit etwa einer bis drei Arten im tropischen Afrika
- Syntriandrum Engl., mit etwa zwei Arten im tropischen Westafrika
- Syrrheonema Miers, mit etwa ein bis drei Arten im tropischen Westafrika
- Telitoxicum Moldenke, mit etwa fünf Arten im tropischen Südamerika
- Tiliacora Colebr.: Mit etwa 25 Arten im tropischen Afrika und Indomalaysischen Raum
  - Tiliacora triandra (Colebr.) Diels: Aus dem nördlichen Südostasien.
- Tinomiscium Miers ex Hook.f. & Thomson: Mit etwa sieben Arten in Südostasien
- Tinospora Miers (Syn.: Desmonema Miers): Die Gattung ist in den Tropen Afrikas und Asiens weit verbreitet mit etwa 13–30 oft stammsukkulenten Arten, darunter:
  - Guduchi (Tinospora cordifolia (Willd.) Miers ex Hook.f. & Thomson), Heimat: Indien, Myanmar und Sri Lanka; sie wird als Heilpflanze verwendet
- Triclisia Benth., mit etwa 8–25 Arten im tropischen Afrika und in Madagaskar
- Ungulipetalum Moldenke: Es gibt nur eine Art:
  - Ungulipetalum filipendulum (Mart.) Moldenke, in Brasilien.